# Ілішешть
Ілішешть, Ілішешті (рум. Ilișești) — село у повіті Сучава в Румунії. Входить до складу комуни Ілішешть.
Село розташоване на відстані 352 км на північ від Бухареста, 16 км на захід від Сучави, 126 км на північний захід від Ясс.

## Населення
За даними перепису населення 2002 року у селі проживали 2302 особи. Рідною мовою 2300 осіб (99,9%) назвали румунську.
Національний склад населення села:
| Національність | Кількість осіб | Відсоток |
| -------------- | -------------- | -------- |
| румуни         | 2277           | 98,9%    |
| цигани         | 24             | 1,0%     |